# Thor Hushovd

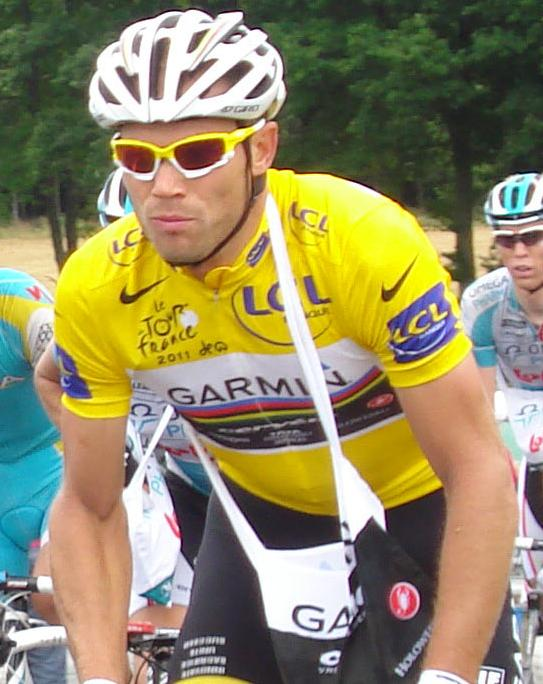
Thor Hushovd im Gelben Trikot bei der Tour de France 2011

Thor Hushovd (* 18. Januar 1978 in Grimstad) ist ein ehemaliger norwegischer Radrennfahrer.

## Werdegang
Hushovd begann im Alter von zehn Jahren mit dem Radsport im Radsportverein von Grimstadt, in dem auch sein älterer Bruder trainierte. Im Jugendbereich gewann er 13 norwegische Meistertitel.
Nachdem Hushovd 1998 bei den Straßenweltmeisterschaften den Titel im Einzelzeitfahren der U23 und Paris–Tours U23 gewonnen hatte, fuhr er 1999 bei Crédit Agricole als Stagiaire und erhielt bei diesem Radsportteam im Folgejahr seinen ersten regulären Vertrag. Bei der Tour de France 2001 gewann Hushovd mit dieser Mannschaft das Mannschaftszeitfahren. Bei der Austragung des Jahres 2002 holte er sich im Sprint einer kleinen Ausreißergruppe seinen ersten individuellen Etappensieg. Auf der zweiten Etappe der Tour de France 2004 übernahm er das Gelbe Trikot des Gesamtführenden, um es jedoch schon am folgenden Tag wieder zu verlieren. Bei der Tour de France 2005 entschied Hushovd die Punktewertung für sich, ohne eine einzige Etappe gewonnen zu haben.
Seinen bis dahin größten Erfolg feierte er im Frühjahr 2006, als er als erster Norweger den Klassiker Gent–Wevelgem gewann. Überraschend entschied er bei der Tour de France im selben Jahr den Prolog für sich und verwies die Zeitfahrspezialisten auf die Plätze. Außerdem gewann er die Schlussetappe auf dem Champs-Elysées, die er im Sprint des Hauptfeldes für sich entschied.
Bei der Tour de France 2007 gewann Thor Hushovd die vierte Etappe im Sprint. Im Jahr 2009 gewann er zum zweiten Mal das Grüne Trikot.
2010 musste er sich bei Paris–Roubaix nur Fabian Cancellara geschlagen geben. Bei der Tour de France konnte er trotz eines Etappensieges, den er auf der anspruchsvollen Kopfsteinpflasteretappe errang, nicht das Grüne Trikot verteidigen. Bei der Vuelta gelang ihm ebenfalls ein Etappensieg. Bei der Straßenweltmeisterschaft gelang ihm mit dem Gewinn des Regenbogentrikots der größte Erfolg seiner Karriere.
Bei der Tour de France 2011 konnte er in der ersten Tourwoche das Mannschaftszeitfahren mit seinem Team Garmin-Cervélo gewinnen, wodurch er die Führung in der Gesamtwertung übernahm. Diese musste er jedoch nach der neunten Etappe an Thomas Voeckler abgeben. In der zweiten Tourwoche entschied er die 13. Etappe nach Lourdes im Solo für sich. Auch die 16. Etappe mit dem Tagesziel in Gap gewann er.
Im Juni 2014 gab Thor Hushovd bekannt, dass er seine Radsport-Laufbahn nach Ende der laufenden Saison beenden werde. Nach einer Viruserkrankung im Jahre 2012 habe er nie mehr seine vorherige Bestform erreichen können.
2007 veröffentlichte Hushovd gemeinsam mit Dag Otto Lauritzen ein Buch mit Tipps für Radsportler.

## Ehrungen
Im Dezember 2010 wurde Thor Hushovd zu Norwegens „Sportler des Jahres“ gewählt und gewann die Aftenposten-Goldmedaille.

## Erfolge
1998
- Weltmeister – Einzelzeitfahren (U23)

2001
- Gesamtwertung Paris–Corrèze
- Gesamtwertung Normandie-Rundfahrt
- Gesamtwertung Schweden-Rundfahrt

2002
- Norwegischer Meister – Einzelzeitfahren
- eine Etappe Tour de France

2003
- Grote Prijs Jef Scherens
- eine Etappe Dauphiné Libéré

2004
- Classic Haribo
- Grand Prix de Denain
- eine Etappe Dauphiné Libéré
- Norwegischer Meister – Einzelzeitfahren
- Norwegischer Meister – Straßenrennen
- eine Etappe Tour de France
- Tour de Vendée

2005
- eine Etappe Katalonien-Rundfahrt
- eine Etappe Dauphiné Libéré
- Norwegischer Meister – Einzelzeitfahren
- eine Etappe Vuelta a España
- Punktewertung Tour de France

2006
- eine Etappe Tirreno–Adriatico
- Gent–Wevelgem
- eine Etappe Katalonien-Rundfahrt
- eine Etappe Dauphiné Libéré
- Prolog und eine Etappe Tour de France
- eine Etappe und  Punktewertung Vuelta a España

2007
- eine Etappe Tour de France

2008
- eine Etappe Mittelmeer-Rundfahrt
- Prolog Paris-Nizza
- eine Etappe Vier Tage von Dünkirchen
- Prolog und eine Etappe Katalonien-Rundfahrt
- eine Etappe Tour de France

2009
- eine Etappe Kalifornien-Rundfahrt
- Omloop Het Nieuwsblad
- Prolog und eine Etappe Katalonien-Rundfahrt
- eine Etappe und  Punktewertung Tour de France
- eine Etappe Tour du Poitou Charentes
- eine Etappe Tour of Missouri

2010
- Norwegischer Meister – Straßenrennen
- eine Etappe Tour de France
- eine Etappe Vuelta a España
- Weltmeister – Straßenrennen

2011
- eine Etappe Tour de Suisse
- zwei Etappen und Mannschaftszeitfahren Tour de France
- eine Etappe Tour of Britain

2013
- eine Etappe Tour du Haut Var
- Norwegischer Meister – Straßenrennen
- eine Etappe Österreich-Rundfahrt
- zwei Etappen Polen-Rundfahrt
- Gesamtwertung und zwei Etappen Arctic Race of Norway
- eine Etappe Tour of Beijing

## Platzierungen bei den Grand Tours
| Grand Tour            | 2001 | 2002 | 2003 | 2004 | 2005 | 2006 | 2007 | 2008 | 2009 | 2010 | 2011 | 2012 | 2013 | 2014 |
| --------------------- | ---- | ---- | ---- | ---- | ---- | ---- | ---- | ---- | ---- | ---- | ---- | ---- | ---- | ---- |
| Giro d’ItaliaGiro     | –    | –    | –    | –    | –    | –    | DNF  | –    | –    | –    | –    | DNF  | –    | –    |
| Tour de FranceTour    | DNF  | 112  | 118  | 104  | 116  | 120  | 139  | 99   | 106  | 111  | 68   | –    | –    | –    |
| Vuelta a EspañaVuelta | –    | –    | –    | –    | DNF  | 82   | –    | –    | –    | DNF  | –    | –    | –    | –    |

## Teams
- 1999 Crédit Agricole Stagiaire
- 2000–2008 Crédit Agricole
- 2009–2010 Cervélo TestTeam
- 2011 Team Garmin-Cervélo
- 2012–2014 BMC Racing Team